# Rivalité entre le Melbourne Victory et l'Adelaïde United
La rivalité entre le Melbourne Victory FC et l'Adelaïde United est l'une des principales rivalités de football en Australie. Malgré la force à peu près équivalente entre les deux équipes, l'Adelaïde United n'a pas gagné un match entre le 8 décembre 2007 et le 9 janvier 2011.

## Matchs en championnat
| Matchs | Date              | Tour        | Équipe à domicile | Équipe à l'extérieur | Score | Buts à domicile                                                       | Buts à l'extérieur                                       | Affluence |
| ------ | ----------------- | ----------- | ----------------- | -------------------- | ----- | --------------------------------------------------------------------- | -------------------------------------------------------- | --------- |
| 1      | 9 septembre 2005  | 3           | Adelaïde United   | Melbourne Victory    | 1-0   | Louis Brain (1)                                                       |                                                          | 8,785     |
| 2      | 28 octobre 2005   | 10          | Melbourne Victory | Adelaïde United      | 0-1   |                                                                       | Carl Veart (83)                                          | 16,201    |
| 3      | 5 janvier 2006    | 17          | Adelaïde United   | Melbourne Victory    | 1-0   | Dodd (14)                                                             |                                                          | 13,427    |
| 4      | 25 août 2006      | 1           | Melbourne Victory | Adelaïde United      | 2-0   | Muscat (p 29) Claudinho (78)                                          |                                                          | 15,781    |
| 5      | 15 octobre 2006   | 8           | Melbourne Victory | Adelaïde United      | 0-1   |                                                                       | Greg Owens (83)                                          | 32,368    |
| 6      | 1er décembre 2006 | 15          | Adelaïde United   | Melbourne Victory    | 1-3   | Fernando (42)                                                         | Muscat (p 16), Daniel Allsopp (61), Fred (86)            | 16,378    |
| 7      | 28 janvier 2007   | SF Leg 1    | Adelaïde United   | Melbourne Victory    | 0-0   |                                                                       |                                                          | 15,575    |
| 8      | 4 février 2007    | SF Leg 2    | Melbourne Victory | Adelaïde United      | 2-1   | Daniel Allsopp (48), James Robinson (90+2)                            | Dodd (4)                                                 | 47,413    |
| 9      | 18 février 2007   | Grand Final | Melbourne Victory | Adelaïde United      | 6-0   | Thompson (20, 29, 39, 56, 72), Sarkies (90+3)                         |                                                          | 55,436    |
| 10     | 7 septembre 2007  | 3           | Adelaïde United   | Melbourne Victory    | 1-1   | Dodd (p 83)                                                           | Rodrigo Vargas (80)                                      | 12,231    |
| 11     | 12 octobre 2007   | 8           | Adelaïde United   | Melbourne Victory    | 4-1   | Ljubo Milicevic (c.s.c.14), Dodd (15, 54), Lucas Pantelis (90+2)      | Thompson (45+2)                                          | 13,372    |
| 12     | 8 décembre 2007   | 16          | Melbourne Victory | Adelaïde United      | 2-2   | Muscat (p 71), Richie Alagich (c.s.c. 90+2)                           | Agostino (18,50)                                         | 22,466    |
| 13     | 12 septembre 2008 | 4           | Melbourne Victory | Adelaïde United      | 1-0   | Muscat (64)                                                           |                                                          | 24,812    |
| 14     | 31 octobre 2008   | 10          | Adelaïde United   | Melbourne Victory    | 2-3   | Dodd (p 28), Cássio Oliveira (67)                                     | Muscat (p 55,p 81), Billy Celeski (84)                   | 13,191    |
| 15     | 6 janvier 2009    | 15          | Melbourne Victory | Adelaïde United      | 1-0   | Ward (58)                                                             |                                                          | 27,196    |
| 16     | 7 février 2009    | SF Leg 1    | Adelaïde United   | Melbourne Victory    | 0-2   |                                                                       | Carlos Hernández Valverde(13), Daniel Allsopp (89)       | 14,119    |
| 17     | 14 février 2009   | SF Leg 2    | Melbourne Victory | Adelaïde United      | 4-0   | Thompson (10), Hernández (24), Daniel Allsopp(44), Tom Pondeljak (48) |                                                          | 34,736    |
| 18     | 28 février 2009   | Grand Final | Melbourne Victory | Adelaïde United      | 1-0   | Tom Pondeljak (60)                                                    |                                                          | 53,273    |
| 19     | 18 septembre 2009 | 7           | Adelaïde United   | Melbourne Victory    | 0-2   |                                                                       | Ward (7), Grant Brebner (90)                             | 15,038    |
| 20     | 24 octobre 2009   | 12          | Melbourne Victory | Adelaïde United      | 3-1   | Mate Dugandžić (18, 56) Leijer (89)                                   | Adam Hughes (64)                                         | 21,182    |
| 21     | 23 janvier 2010   | 24          | Melbourne Victory | Adelaïde United      | 2-0   | Tom Pondeljak (1) Muscat (p 90+3)                                     |                                                          | 20,361    |
| 22     | 29 octobre 2010   | 10          | Melbourne Victory | Adelaïde United      | 2-1   | Kruse (22) Carlos Hernandez Valverde (68)                             | Iain Fyfe (1)                                            | 16,269    |
| 23     | 9 janvier 2011    | 22          | Melbourne Victory | Adelaïde United      | 1-4   | Mate Dugandžić (90+4)                                                 | Marcos Flores (12) van Dijk (57,78) Fabian Barbiero (74) | 18,558    |
| 24     | 11 février 2011   | 27          | Adelaïde United   | Melbourne Victory    | 2-1   | Paul Reid (6) Dodd (78)                                               | Thompson (65)                                            | 21,083    |
| 25     | 14 octobre 2011   | 2           | Adelaïde United   | Melbourne Victory    | 1-0   | van Dijk (51)                                                         |                                                          | 14,573    |
| 26     | 10 décembre 2011  | 10          | Melbourne Victory | Adelaïde United      | 1-1   | Thompson (59)                                                         | Fabien Barbiero (82)                                     | 16,562    |
| 27     | 13 janvier 2012   | 15          | Melbourne Victory | Adelaïde United      | 1-1   | Thompson (6)                                                          | van Dijk (53)                                            | 20,959    |

## Matchs hors championnat
| Matchs            | Date                                        | Tour | Équipe à domicile | Équipe à l'extérieur | Score            | Buts à domicile                                                  | Buts à l'extérieur   | Affluence |
| ----------------- | ------------------------------------------- | ---- | ----------------- | -------------------- | ---------------- | ---------------------------------------------------------------- | -------------------- | --------- |
| 7 mai 2005        | Ligue des Champions de l'OFC Qualifications |      | Adelaïde United   | Melbourne Victory    | 0-0 (T.A.B. 4-1) | Angelo Costanzo, Richie Alagich, Carl Veart, Louis Brain (T.A.B) | Ricky Diaco (T.A.B)  | 7254      |
| 6 août 2005       | Challenge Cup                               |      | Melbourne Victory | Adelaïde United      | 0-0              |                                                                  |                      | 4,687     |
| 16 juillet 2006   | Challenge Cup1                              |      | Melbourne Victory | Adelaïde United      | 0-1              |                                                                  | Carl Veart (65)      | 6,834     |
| 15 juillet 2007   | Challenge Cup1                              |      | Melbourne Victory | Adelaïde United      | 1-1              | Daniel Allsopp (74)                                              | Dodd (9)             | 8,000     |
| 26 février 2008   | Amical                                      |      | Melbourne Victory | Adelaïde United      | 2-1              | Adrian Caceres (17), Danny Allsopp (22)                          | Dez Giraldi (42)     | Huis Clos |
| 4 mars 2008       | Amical                                      |      | Adelaïde United   | Melbourne Victory    | 1-1              | Cássio Oliveira (p 67)                                           | Danny Allsopp        | Huis Clos |
| 20 juillet 2008   | Challenge Cup1                              |      | Melbourne Victory | Adelaïde United      | 1-2              | Ney Fabiano (8)                                                  | Cristiano (33, 90)   | 4,720     |
| 26 juillet 2009   | Amical1                                     |      | Melbourne Victory | Adelaïde United      | 2-1              | Grant Brebner (19) Thompson (29)                                 | Cássio Oliveira (58) | 6,257     |
| 23 septembre 2011 | Amical1                                     |      | Adelaïde United   | Melbourne Victory    | 1-1              | Slory (40)                                                       | Hernandez (89)       | 9,543     |

## Statistiques

### Face à face
| Résultat                      | Nombre |
| ----------------------------- | ------ |
| Victoire du Melbourne Victory | 14     |
| Victoire de l'Adelaïde United | 8      |
| Match nul                     | 5      |

| Équipe            | Buts |
| ----------------- | ---- |
| Melbourne Victory | 41   |
| Adelaïde United   | 24   |

| Équipe            | Victoire à domicile | Match nul à domicile | Défaite à domicile |
| ----------------- | ------------------- | -------------------- | ------------------ |
| Melbourne Victory | 10                  | 3                    | 3                  |
| Adelaïde United   | 4                   | 2                    | 4                  |

### Meilleurs Buteurs
| Joueur           | Club              | Buts marqués |
| ---------------- | ----------------- | ------------ |
| Archie Thompson  | Melbourne Victory | 10           |
| Kevin Muscat     | Melbourne Victory | 7            |
| Travis Dodd      | Adelaïde United   | 6            |
| Daniel Allsopp   | Melbourne Victory | 4            |
| Sergio van Dijk  | Adelaïde United   | 4            |
| Carlos Hernández | Melbourne Victory | 3            |
| Tom Pondeljak    | Melbourne Victory | 3            |
| Fabian Barbiero  | Adelaïde United   | 2            |
| Paul Agostino    | Adelaïde United   | 2            |
| Mate Dugandžić   | Melbourne Victory | 2            |
| Nick Ward        | Melbourne Victory | 2            |
| Louis Brain      | Adelaïde United   | 1            |
| Grant Brebner    | Melbourne Victory | 1            |
| Claudinho        | Melbourne Victory | 1            |
| Adam Hughes      | Adelaïde United   | 1            |
| Robbie Kruse     | Melbourne Victory | 1            |
| Adrian Leijer    | Melbourne Victory | 1            |
| Greg Owens       | Adelaïde United   | 1            |
| Lucas Pantelis   | Adelaïde United   | 1            |
| Fernando Rech    | Adelaïde United   | 1            |
| Iain Fyfe        | Adelaïde United   | 1            |
| James Robinson   | Melbourne Victory | 1            |
| Kristian Sarkies | Melbourne Victory | 1            |
| Rodrigo Vargas   | Melbourne Victory | 1            |
| Carl Veart       | Adelaïde United   | 1            |
| Marcos Flores    | Adelaïde United   | 1            |

- En gras les joueurs qui jouent toujours pour ces clubs.

### Les joueurs qui ont joué pour les deux clubs
- Matthew Kemp (Adelaïde à Melbourne) (2007)
- Eugene Galeković (Melbourne à Adelaïde) (2007)
- Kristian Sarkies (Melbourne à Adelaïde) (2007)
- Joe Keenan (Melbourne à Adelaïde) (2010)
- Spase Dilevski (Adelaïde à Melbourne) (2012)
- Marcos Flores (Adelaïde à Melbourne via Henan Jianye) (2012)